# Турья (приток Немана)
Турья (бел. Тур’я) — река в Беларуси, протекает по территории Несвижского, Копыльского и Узденского районов Минской области, левый приток Немана. Длина реки — 35 км, площадь водосборного бассейна — 208 км². Среднегодовой расход воды в устье 1,1 м³/с. Средний наклон водной поверхности 0,9 ‰.
Основной приток — река Скорица (правый).
Исток реки находится на Копыльской гряде на границе Несвижского и Копыльского районов между деревнями Бобовня и Юшевичи. Река течёт на северо-восток, около деревни Рудники резко поворачивает на юго-восток, в нижнем течении вновь поворачивает на северо-восток. В верхнем течении течёт параллельно границе Несвижского и Копыльского районов, затем перетекает в Копыльский. В нижнем течении образует границу Копыльского и Узденского района.
Долина трапециевидная, местами невыраженная, шириной 0,5 — 1,5 км. Пойма ровная, осушена. Русло канализировано, его ширина преимущественно 10 м. Принимает сток из мелиоративных каналов.
Река протекает несколько деревень и сёл: Юшевичи, Затурья, Бучные (Несвижский район); Рудники, Лавы (Копыльский район); Лабоцкие, Костеши (Узденский район).
Впадает в Неман у деревни Костеши.
Гидроним Турья восходит к угро-финскому термину тур — «озеро».